# Liste des sénateurs des États-Unis pour l'Idaho
Cet article dresse la liste des membres du Sénat des États-Unis élus de l'État de l'Idaho depuis son admission dans l'Union le 3 juillet 1890.

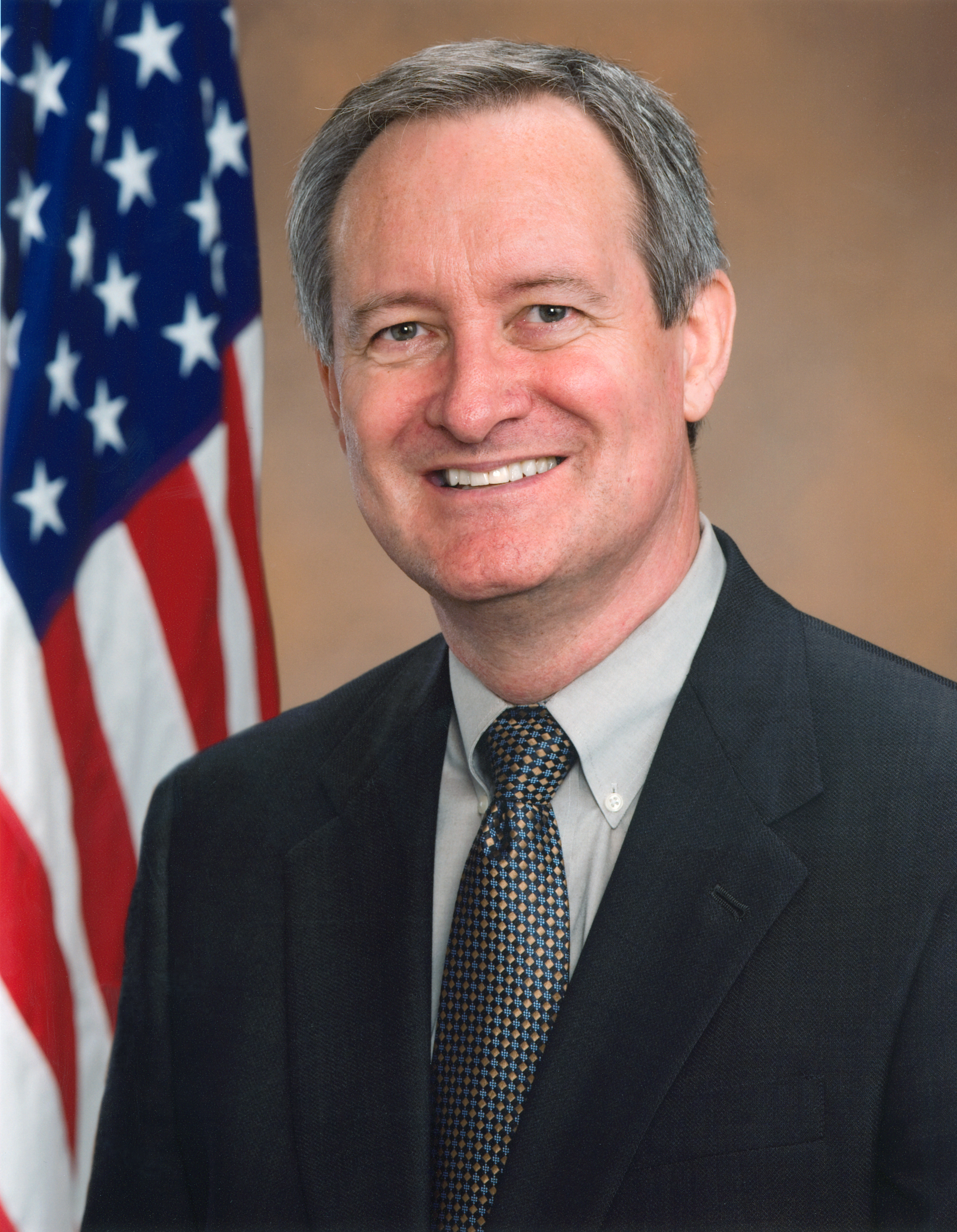
Mike Crapo (R), sénateur depuis 1999.
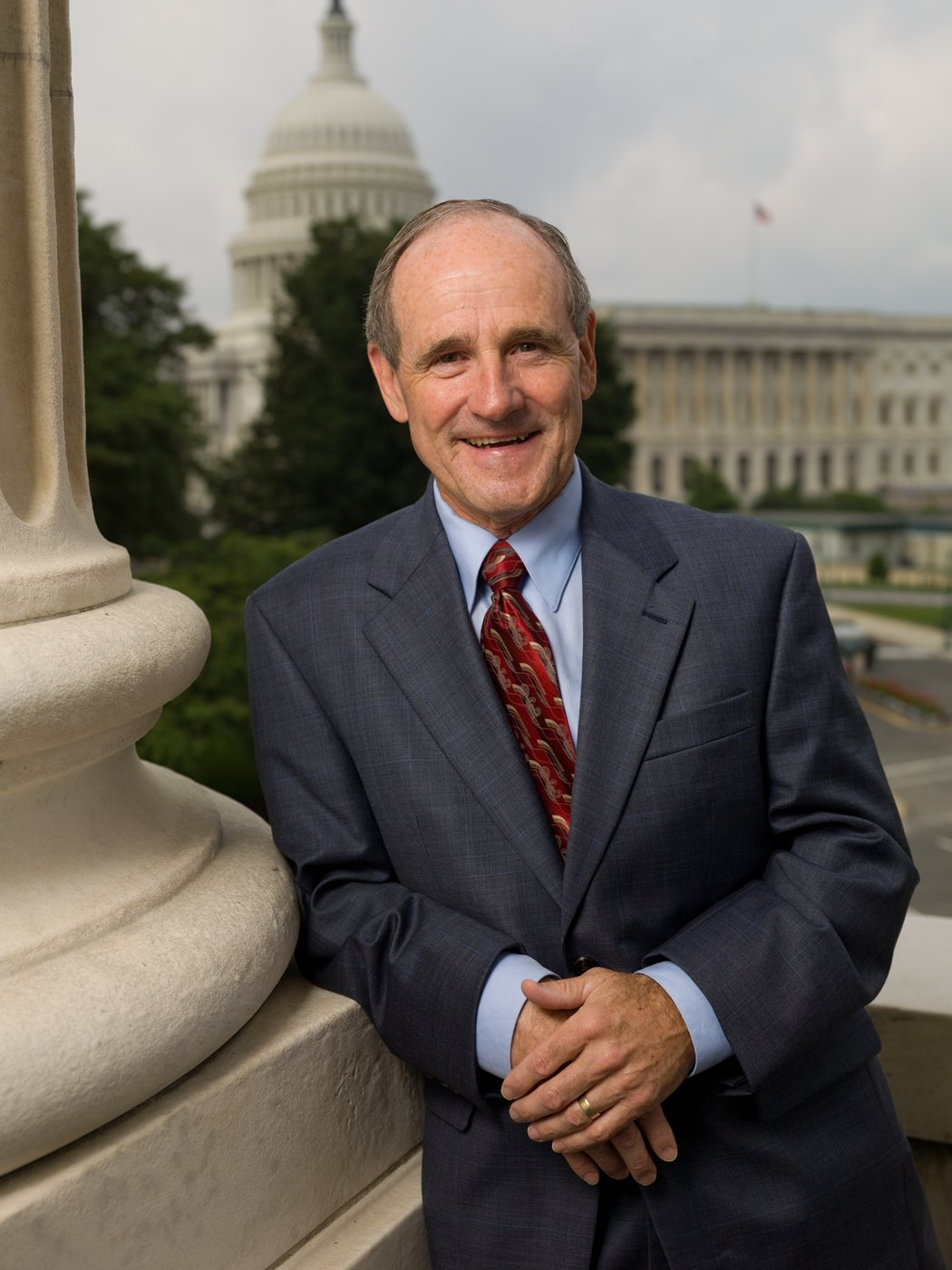
Jim Risch (R), sénateur depuis 2009.

## Élections
Les deux sénateurs sont élus au suffrage universel direct pour un mandat de six ans. Les prochaines élections auront lieu en novembre 2026 pour le siège de la classe II et en novembre 2022 pour le siège de la classe III.

## Liste des sénateurs

### Classe II
| Nom                | Nom | Parti       | Début du mandat  | Fin du mandat    | Notes                                                                                     |
| ------------------ | --- | ----------- | ---------------- | ---------------- | ----------------------------------------------------------------------------------------- |
| George L. Shoup    |     | Républicain | 18 décembre 1890 | 4 mars 1901      | Gouverneur du territoire de l'Idaho (1889-1890) Gouverneur de l'Idaho (1890)              |
| Fred Dubois        |     | Démocrate   | 4 mars 1901      | 4 mars 1907      | Élu au siège de classe III (1891-1897)                                                    |
| William Borah      |     | Républicain | 4 mars 1907      | 19 janvier 1940  |                                                                                           |
| John W. Thomas     |     | Républicain | 27 janvier 1940  | 10 novembre 1945 | Élu au siège de classe III (1928-1933)                                                    |
| Charles C. Gossett |     | Démocrate   | 17 novembre 1945 | 5 novembre 1946  | Lieutenant-gouverneur de l'Idaho (1937-1939, 1941-1943) Gouverneur de l'Idaho (1945)      |
| Henry C. Dworshak  |     | Républicain | 6 novembre 1946  | 3 janvier 1949   | Représentant des États-Unis (1939-1946)                                                   |
| Bert H. Miller     |     | Démocrate   | 3 janvier 1949   | 8 octobre 1949   | Procureur général de l'Idaho (1933-1937, 1941-1945)                                       |
| Henry C. Dworshak  |     | Républicain | 14 octobre 1949  | 23 juillet 1962  | Représentant des États-Unis (1939-1946)                                                   |
| Leonard B. Jordan  |     | Républicain | 6 août 1962      | 3 janvier 1973   | Gouverneur de l'Idaho (1951-1955)                                                         |
| James A. McClure   |     | Républicain | 3 janvier 1973   | 3 janvier 1991   | Représentant des États-Unis (1967-1973)                                                   |
| Larry Craig        |     | Républicain | 3 janvier 1991   | 3 janvier 2009   | Représentant des États-Unis (1981-1991)                                                   |
| Jim Risch          |     | Républicain | 3 janvier 2009   | En cours         | Lieutenant-gouverneur de l'Idaho (2003-2006, 2007-2009) Gouverneur de l'Idaho (2006-2007) |

### Classe III
| Nom                  | Nom    | Parti       | Début du mandat  | Fin du mandat   | Notes                                                                                 |
| -------------------- | ------ | ----------- | ---------------- | --------------- | ------------------------------------------------------------------------------------- |
| William J. McConnell |        | Républicain | 18 décembre 1890 | 4 mars 1891     | Gouverneur de l'Idaho (1893-1897)                                                     |
| Fred Dubois          |        | Républicain | 4 mars 1891      | 4 mars 1897     | Change d'affiliation en 1897 Élu au siège de classe II (1901-1907)                    |
| Fred Dubois          | Silver |             | 4 mars 1891      | 4 mars 1897     | Change d'affiliation en 1897 Élu au siège de classe II (1901-1907)                    |
| Henry Heitfeld       |        | Populiste   | 4 mars 1897      | 4 mars 1903     |                                                                                       |
| Weldon B. Heyburn    |        | Républicain | 4 mars 1903      | 17 octobre 1912 |                                                                                       |
| Kirtland I. Perky    |        | Démocrate   | 18 novembre 1912 | 5 février 1913  |                                                                                       |
| James H. Brady       |        | Républicain | 24 janvier 1913  | 13 janvier 1918 | Gouverneur de l'Idaho (1909-1911)                                                     |
| John F. Nugent       |        | Démocrate   | 22 janvier 1918  | 14 janvier 1921 |                                                                                       |
| Frank R. Gooding     |        | Républicain | 15 janvier 1921  | 24 juin 1928    | Gouverneur de l'Idaho (1905-1909)                                                     |
| John W. Thomas       |        | Républicain | 30 juin 1928     | 4 mars 1933     | Élu au siège de classe II (1940-1945)                                                 |
| James P. Pope        |        | Démocrate   | 4 mars 1933      | 3 janvier 1939  |                                                                                       |
| David Worth Clark    |        | Démocrate   | 3 janvier 1939   | 3 janvier 1945  | Représentant des États-Unis (1935-1939)                                               |
| Glen H. Taylor       |        | Démocrate   | 3 janvier 1945   | 3 janvier 1951  |                                                                                       |
| Herman Welker        |        | Républicain | 3 janvier 1951   | 3 janvier 1957  |                                                                                       |
| Frank Church         |        | Démocrate   | 3 janvier 1957   | 3 janvier 1981  |                                                                                       |
| Steve Symms          |        | Républicain | 3 janvier 1981   | 3 janvier 1993  | Représentant des États-Unis (1973-1981)                                               |
| Dirk Kempthorne      |        | Républicain | 3 janvier 1993   | 3 janvier 1999  | Gouverneur de l'Idaho (1999-2006) Secrétaire à l'Intérieur des États-Unis (2006-2009) |
| Mike Crapo           |        | Républicain | 3 janvier 1999   | En cours        | Représentant des États-Unis (1993-1999)                                               |